# Diacyclops fontinalis
Diacyclops fontinalis – gatunek widłonoga z rodziny Cyclopidae, nazwa naukowa gatunku została po raz pierwszy opublikowana w 1969 roku przez bułgarskiego zoologa Weselina T. Najdenowa (1932-2001).